# Кассарт, Арне
Арне Кассарт (нидерл. Arne Cassaert; род. 20 ноября 2000, Тору, Фламандский регион) — бельгийский футболист, защитник клуба «Янг Редс».

## Клубная карьера
Касарт родился в Торхауте и проживает в Кортемарке, где и начал заниматься футболом. Затем провёл три кода в школе футбольного клуба «Руселаре», где его обнаружили скауты столичного «Серкль Брюгге, куда он перебрался в 12 лет. 26 ноября подписал полупрофессиональный контракт с основной командой до конца сезона 2020/21 с возможностью продления ещё на один год. Дебютировал в чемпионате Бельгии 1 декабря в игре с льежским «Стандардом». Главный тренер команды Бернд Шторк выпустил Арне в стартовом составе. На 24-й минуте Касарт отметился жёлтой карточкой, а в перерыве был заменён на Лайла Фостера.

## Статистика выступлений

### Клубная статистика
| Выступление      | Выступление      | Выступление      | Лига | Лига | Кубки | Кубки | Конт.кубки | Конт.кубки | Итого | Итого |
| Клуб             | Лига             | Сезон            | Игры | Голы | Игры  | Голы  | Игры       | Голы       | Игры  | Голы  |
| ---------------- | ---------------- | ---------------- | ---- | ---- | ----- | ----- | ---------- | ---------- | ----- | ----- |
| Серкль Брюгге    | Лига Жюпиле      | 2019/20          | 1    | 0    | 0     | 0     | —          | —          | 1     | 0     |
| Серкль Брюгге    | Итого            | Итого            | 1    | 0    | 0     | 0     | 0          | 0          | 1     | 0     |
| Всего за карьеру | Всего за карьеру | Всего за карьеру | 1    | 0    | 0     | 0     | 0          | 0          | 1     | 0     |